# Anne Schumann
Anne Schumann (* 1966 in Dohna) ist eine deutsche Geigerin und Dozentin der Barockmusik.

## Werdegang
Anne Schumann erhielt mit fünf Jahren ihren ersten Geigenunterricht bei Sabine Harazim und später bei Hartmut Opolka. 1974 hatte sie ihren ersten öffentlichen Auftritt im Händelhaus in Halle an der Saale.
Ab 1979 war sie externe Schülerin der Spezialschule für Musik Weimar und von 1982 bis 1984 war sie dort auch im Internat.
1984 begann sie das Musikstudium an der Hochschule für Musik Franz Liszt Weimar. Im Mai/Juni 1985 ging sie auf Konzertreise mit einem speziell zusammengestellten Jugendsinfonieorchester nach Ungarn, der Tschechoslowakei, Polen, Bulgarien, der DDR und der Sowjetunion. 1985 wechselte sie an die Hochschule für Musik Carl Maria von Weber Dresden in die Klasse von Heinz Rudolf.
1988 beschäftigte sie sich erstmals mit historischen Instrumenten. 1989 spielte sie im Gustav Mahler Jugendorchester unter Claudio Abbado und wurde im selben Jahr Mitglied des Gewandhausorchesters zu Leipzig.
Seit 1993 spielte sie als freischaffende Barockgeigerin vorrangig in England beim English Baroque Soloists und Orchestre Revolutionaire et Romantique.
In Leipzig gründete sie 1994 ihr eigenes Ensemble, die Chursächsische Capelle Leipzig, welches sich besonders der Aufführung vergessener Kammermusikwerke widmet.
Mehrere Jahre (1992, 1993, 1995, 1996 und 1998) war sie Konzertmeisterin des Barockorchesters der Europäischen Union (EUBO). Neben ihrer Beschäftigung mit historischen Geigen und Bratschen erarbeitet sie gern neue Repertoires für die Viola d’amore.
Seit 2002 unterrichtet sie auch bei Sommerkursen und Workshops, so z. B. bei der Akademie für Alte Musik in Bruneck, beim Internationalen Sommerkurs im Kloster Michaelstein in Blankenburg (Harz) und bei Musica viva Musikferien in der Toskana.
Zudem arbeitet sie mit vielen Ensembles in Projekten zusammen u. a. Händelfestspielorchester Halle, Chursächsische Capelle Leipzig, English Baroque Soloists, Orchestre Revolutionaire et Romantique, Les Amis de Philippe, Telemannisches Collegium Michaelstein, La Cesta, Musicalische Schlemmerey und Fürsten-Musik.
Anne Schumann spielt auf einer Barockvioline und Viola d’amore, dazu liegen zahlreiche CD-Einspielungen vor. Ihre persönliche Viola d’amore fertigte der Berliner Geigenbaumeister Bastian Muthenius, da ihr moderne Instrumente mit Stahlsaiten zu schwer waren. Ihr Instrument hat anstelle der Schnecke einen Engelskopf.

## Preise und Auszeichnungen
2019: Fasch-Preis der Stadt Zerbst

## Diskografie (Auswahl)
- Georg Philipp Telemann: Tafelmusik für Naxos mit dem "Orchestra of the Golden Age" (Manchester, 1995)
- William Lawes: Royall Consorts mit Monika Huggett im Ensemble "The Greate Consort" (ASV London, 1995/96)
- Georg Friedrich Händel: Cantate d'amore – italienische Liebeskantaten (Delta Music, 1996)
- Johann Sebastian Bach: Bach Cantata Pilgrimage (Soli Deo Gloria, 2000)
- Johann Gottlieb Graun: Triosonaten mit Hammerklavier (cpo, 2006)
- Philipp Heinrich Erlebach: Kantaten von Erlebach (cpo, 2007)
- Johann Friedrich Fasch: Fasch Concerti (cpo, 2008)
- Musik für Viola d'amore (Genuin, 2010)
- Antonio Bertali: Le Concert Brisé (Accent, 2012)
- Heinrich Ignaz Franz Biber: Rosenkranzsonaten I-III (Kamprad, 2015)
- Johann Ernst Prinz von Sachsen-Weimar: Concerti Nr.1-8 für Violine, Streicher, Bc. Ensemble Fürsten-Musik (cpo 2015)
- Viola – d’amore – da braccio – da spalla (Cornetto, 2016)
- Tafelmusik am Dresdner Hof. Ensemble Fürsten-Musik (Verlag Kamprad, 2016)
- Johann Graf: Sonaten für Violine und Basso continuo. Anne Schumann, Klaus Voigt, Sebastian Knebel (Genuin, 2021)

## DVD
- DVD Barockmusik mit Bildern von Petra Iversen (2012)